# اسماعیل بولیوار
اسماعیل بولیوار (انگلیسی: Ismael Bolívar؛ زادهٔ ۸ فوریهٔ ۱۹۸۹) بازیکن فوتبال اهل اسپانیا است.
از باشگاه‌هایی که در آن بازی کرده‌است می‌توان به باشگاه فوتبال کوردوبا اشاره کرد.